# Fermanagh (district)
Fermanagh is een voormalig district in Noord-Ierland. Het is sinds 2015 deel van het district Fermanagh and Omagh. Fermanagh telde in 2007 61.300 inwoners. De oppervlakte bedraagt 1876 km², de bevolkingsdichtheid is 32,7 inwoners per km².
Van de bevolking is 39,8% protestant en 58,7% katholiek.
Antrim · Ards · Armagh · Ballymena · Ballymoney · Banbridge · Belfast · Carrickfergus · Castlereagh · Coleraine · Cookstown · Craigavon · Derry (Londonderry) · Down · Dungannon en South Tyrone · Fermanagh · Larne · Limavady · Lisburn · Magherafelt · Moyle · Newry and Mourne · Newtownabbey · North Down · Omagh · Strabane